# 林豊洲
林 豊洲（はやし ほうしゅう、1889年2月18日 - 1935年12月20日）は日本の実業家・新聞記者。本名：林 茂（はやし しげる、旧姓：板井）。十勝毎日新聞の創業者として知られる。

## 経歴

### 生い立ち
大分県臼杵にて板井増次・コトの次男として生まれる。海外への憧れを抱いて海軍・陸軍士官学校を受験するも慢性結膜炎の既往症があり不合格、軍人以外での海外渡航の道を模索して東京の英語学校へ入学し英語学習に打ち込む。
1908年に板井家と同じく臼杵の名家である林家の長女・林波津女と養子縁組をし、林家の援助で中央大学法科へ進学。当初北海道帯広へ移住した林家の家業を継ぐことに戸惑いを感じるも「十勝の開発に身を投じる事が海外移住に勝る使命」と考えを変え、1910年に大学を中退し波津女と義父が住む帯広へ移住。
帯広では義父の経営する家具店に勤めつつ地元青年団に入り団員と郷土の発展・振興を語り合い、その後青年団の幹事長にも就任し青少年にスポーツの指導も行った。
その後青年団活動の中で新聞記者との交流を持ち、十勝日日新聞社長の菅野光民と知り合い話すことや書くことが好きだったこともあり記者活動に身を投じる。
1915年に十勝日日新聞に正式入社。編集長を務める一方、道議会議員活動で多忙な菅野に代わり理事として経営や資金繰りに奔走。しかし1917年にトムラウシ山で菅野が熊に襲われ遭難死し後継者問題がまとまらず十勝日日新聞が休刊となる。

### 十勝毎日新聞時代
林が主導して十勝日日新聞の後継紙発刊を目指し、1919年に「帯広新聞社」を設立し旬刊紙「帯広新聞」を発刊、その後1920年に日刊紙に転換し「十勝毎日新聞」に改称。社長業の傍ら自身も盛んに執筆し地域開発などを訴えるコラムの他有力者のゴシップや花柳界の話題なども取り上げた。
創刊から5年後には「林豊洲」の雅号を名乗り始め、「豊」は出身地の豊後と豊かな実り、「洲」は林が尊敬する西郷隆盛の雅号「南洲」と大陸を表し2つを合わせて十勝平原や自らの人生を十勝の発展に賭ける思いを表した。
北海道初の花火大会（勝毎花火大会）や写真大会・弁論大会などの文化行事の主催や、武道場の建設や帯広野球協会の設立と朝野球大会の開催といったスポーツ振興、寒冷地作物の奨励、帯広市制施行、黄金道路建設の提唱など強いリーダーシップをとり十勝の地域振興に貢献。
然別湖で狩猟に出かけた際に温泉宿からの十勝平野の眺望などに惹かれたことをきっかけに観光開発にも熱心に取り組み、狩勝峠の日本新八景入りを目指したキャンペーンの展開や、温泉好きだったこともあり十勝川温泉の発掘開発などを行い、1927年に作詞した新民謡「十勝小唄」は現代でも歌い継がれている。
1931年には国立公園法の制定に合わせ裏大雪の大雪山国立公園への編入を訴え、十勝初の観光ホテル「光風館」（現・然別湖畔温泉ホテル風水）と然別湖畔までの観光道路を建設し、北海道庁長官への直訴などを行い1934年の大雪山国立公園への指定につながった。
1934年に動脈硬化により、高血圧症で死去。享年46。

## 顕彰碑
- 1954年9月20日、十勝川温泉に「観光開発の父・林豊洲」碑を建立。表文は緒方竹虎、裏文は大野伴睦が揮毫[9]。
- 1973年9月30日、然別湖畔に「大雪山国立公園 神秘の然別湖 開発の父林豊洲を讃う」碑を建立。中曽根康弘が表文を揮毫[9]。
- 1976年10月3日、十勝小唄振興保存会により狩勝峠に十勝小唄の歌碑を建立。表文は桑原翠邦、裏文は柴田蕙山が揮毫[9]。